# Janusz Borzucki

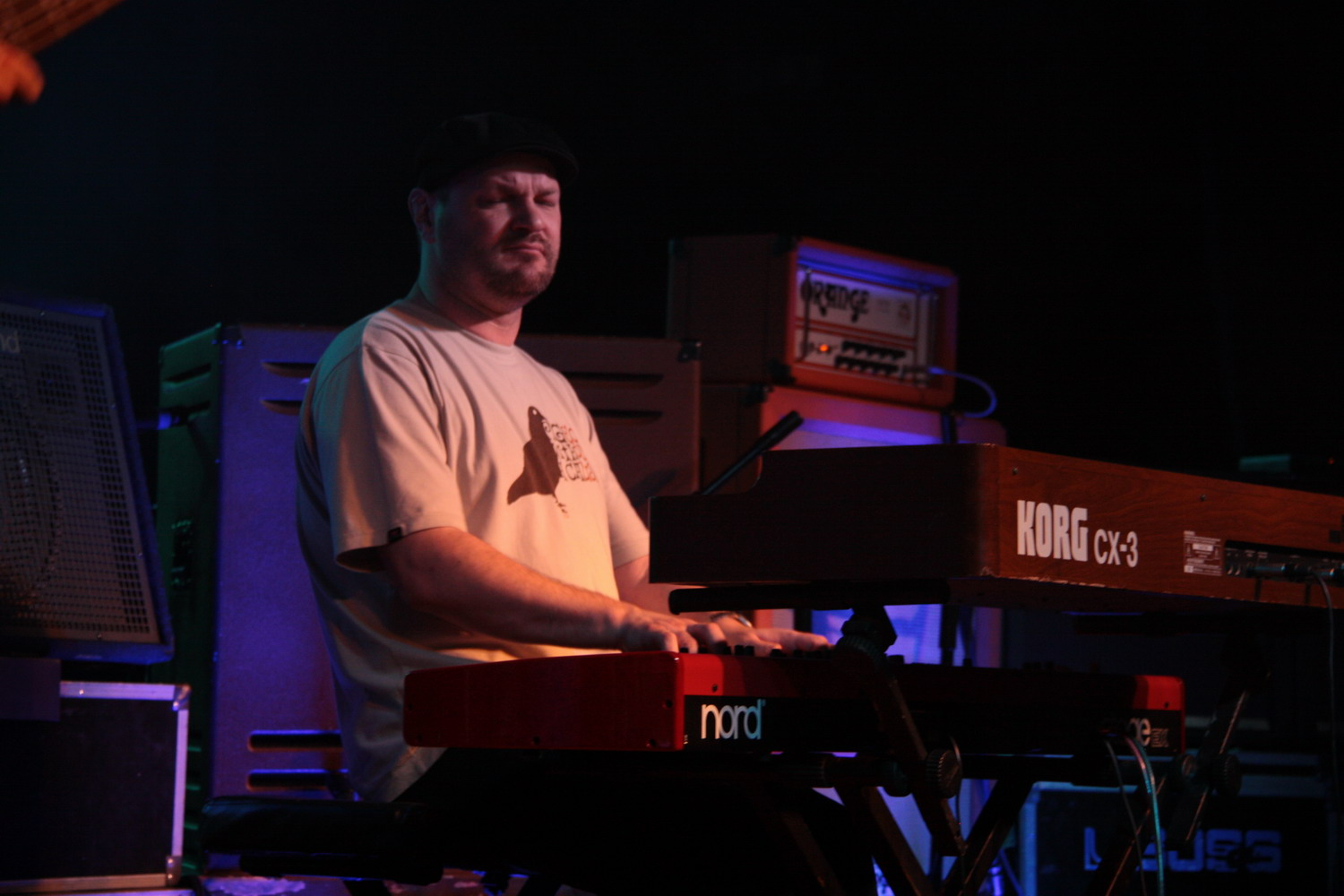
Janusz Borzucki podczas koncertu w Busku-Zdroju, 25 kwietnia 2010

Janusz Andrzej Borzucki (ur. 6 stycznia 1970 w Rudzie Śląskiej) – polski muzyk

## Życiorys
Współzałożyciel zespołu Gang Olsena, absolwent Studium Muzycznego Uniwersytetu Śląskiego w Cieszynie. Od 27 kwietnia 2005 klawiszowiec grupy Dżem, następca tragicznie zmarłego Pawła Bergera.